# Miranda (Mérida)
Miranda è un comune del Venezuela nello Stato di Mérida. Confina con i comuni di Julio César Salas a nord, Pueblo Llano ad est, Rangel a sud e Justo Briceño ad ovest.

## Storia
Il comune è stato istituito nel 1904.
Prende il proprio nome da quello del patriota Francisco de Miranda.

## Amministrazione

### Parrocchie
Il comune di Miranda ha quattro parrocchie:
- Andrés Eloy Blanco
- La Venta
- Piñango
- Timotes